# ガヴリロ・プリンツィプ
ガヴリロ・プリンツィプ（セルビア語: Гаврило Принцип / Gavrilo Princip、 1894年7月25日 - 1918年4月28日）は、セルビアのテロリスト。ボスニア出身のボスニア系セルビア人の民族主義者で、1914年6月28日にサラエヴォでオーストリア＝ハンガリー帝国の皇位継承者フランツ・フェルディナント大公を暗殺して第一次世界大戦の引き金となるサラエボ事件を起こした。「青年ボスニア (Mlada Bosna, ムラダ・ボスナ)」の活動家。

## 生涯

### 生い立ち

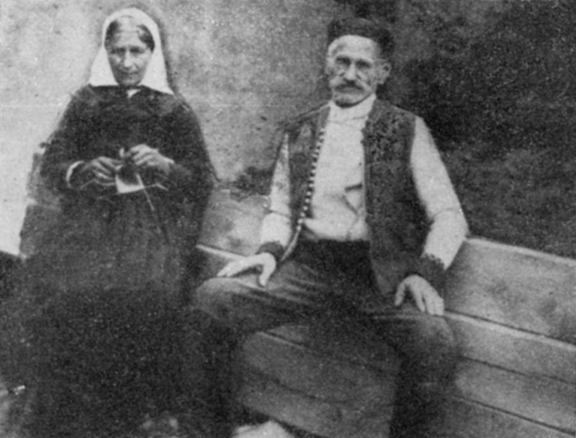
父ペータルと母マリア

1894年にボスニア・ヘルツェゴヴィナのセルビア人農家ペータルとマリアの息子として生まれた。兄弟は9人いたが、その内6人が乳児期に病死している。そのような家庭環境を鑑みたセルビア正教会主教の「病弱な子が育つのに役立つだろう」という提案により、大天使ガブリエルの名前から「ガヴリロ」と名付けられた。両親はムスリムの大地主の下で働く貧農家庭で、父ペータルは青年期にはオスマン帝国に対するヘルツェゴヴィナ蜂起に加わった。蜂起後、ペータルの暮らしは増々貧しくなり、家族を養うために村からダルマチアへ人々を運ぶ輸送業務に従事した。
1903年、プリンツィプは父の反対を押し切る形で小学校に進学した。入学後のプリンツィプは優秀な成績を挙げ、校長からセルビア叙事詩を授与された。13歳の時、オーストリア＝ハンガリー軍士官学校に入学させようとする兄ジョヴァンに誘われサラエボに移り住む。しかし、友人に反対されたジョヴァンは弟を士官学校に入学させることを諦め、代わりに商業学校に入学させ、森林伐採工場で働いて得た収入で弟の授業料を支払っていた。卒業後の1910年、プリンツィプは故郷に戻りギムナジウムに進学する。また、同年にボスニア・ヘルツェゴヴィナ総督暗殺未遂事件を起こし処刑されたボグダーン・ツェラジッチに強い影響を受け、大セルビア主義に傾倒するようになった。

### 民族運動

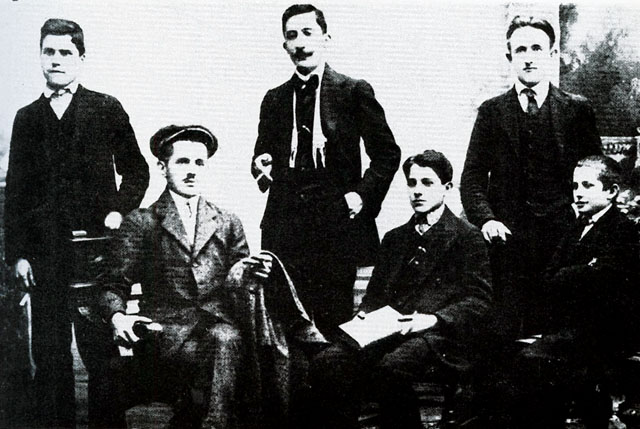
1911年、青年ボスニアのメンバー（本を所持している人物がプリンツィプ）

1911年、プリンツィプはセルビアの分離独立を目指す革命組織「青年ボスニア」に参加し、メンバーたちと秘密裏に会合を重ね、文学・倫理・政治について語り合った。1912年には反オーストリア＝ハンガリー帝国デモを主催したためギムナジウムから退学処分を受けた。デモを目撃した学生の証言によると、プリンツィプは教室を回り学生たちをナックルダスターで脅して強制的にデモに参加させていたという。退学後、プリンツィプはサラエボを離れベオグラードに徒歩で向かった。記録によると、プリンツィプはセルビア国境を越えた際に跪いて地面にキスしたという。
ベオグラードに到着したプリンツィプは、黒手組のメンバーのヴォジスラフ・タンコシッチ少佐にオスマン帝国へのゲリラ運動に参加したいと志願したが、身長が基準に達していないとして拒否された。プリンツィプは失意のままサラエボに戻り、弟の家で数カ月間過ごした。その後、プリンツィプは反オスマン組織セルビア革命組織メンバーのツィカ・ラファエロヴィチと接触し、青年セルビアのメンバー15人と共にヴラニェの訓練所に派遣される。プリンツィプは訓練所で暗殺や爆弾製造の訓練を受けた後、ベオグラードに戻った。

### サラエボ事件
ボスニア・ヘルツェゴヴィナはセルビア正教のセルビア人、ムスリムのボシュニャク人、カトリックのクロアチア人住居地域が入り混じり、もともとオスマン帝国領であったが、1878年のベルリン会議の決定に基づくオーストリア＝ハンガリー帝国の占領の後、1908年には正式に併合される。
当時、バルカンではロシア帝国を後ろ盾とする汎スラヴ主義とオーストリア帝国・ドイツ帝国の支援を受ける汎ゲルマン主義が対立し、ゲルマン民族であるオーストリアの占領下にありながら人口の大半がスラヴ系であるボスニアでは、すでにオスマン帝国から独立していた同じスラヴ系のセルビア王国への併合を求める大セルビア主義・汎スラブ主義が台頭していた。

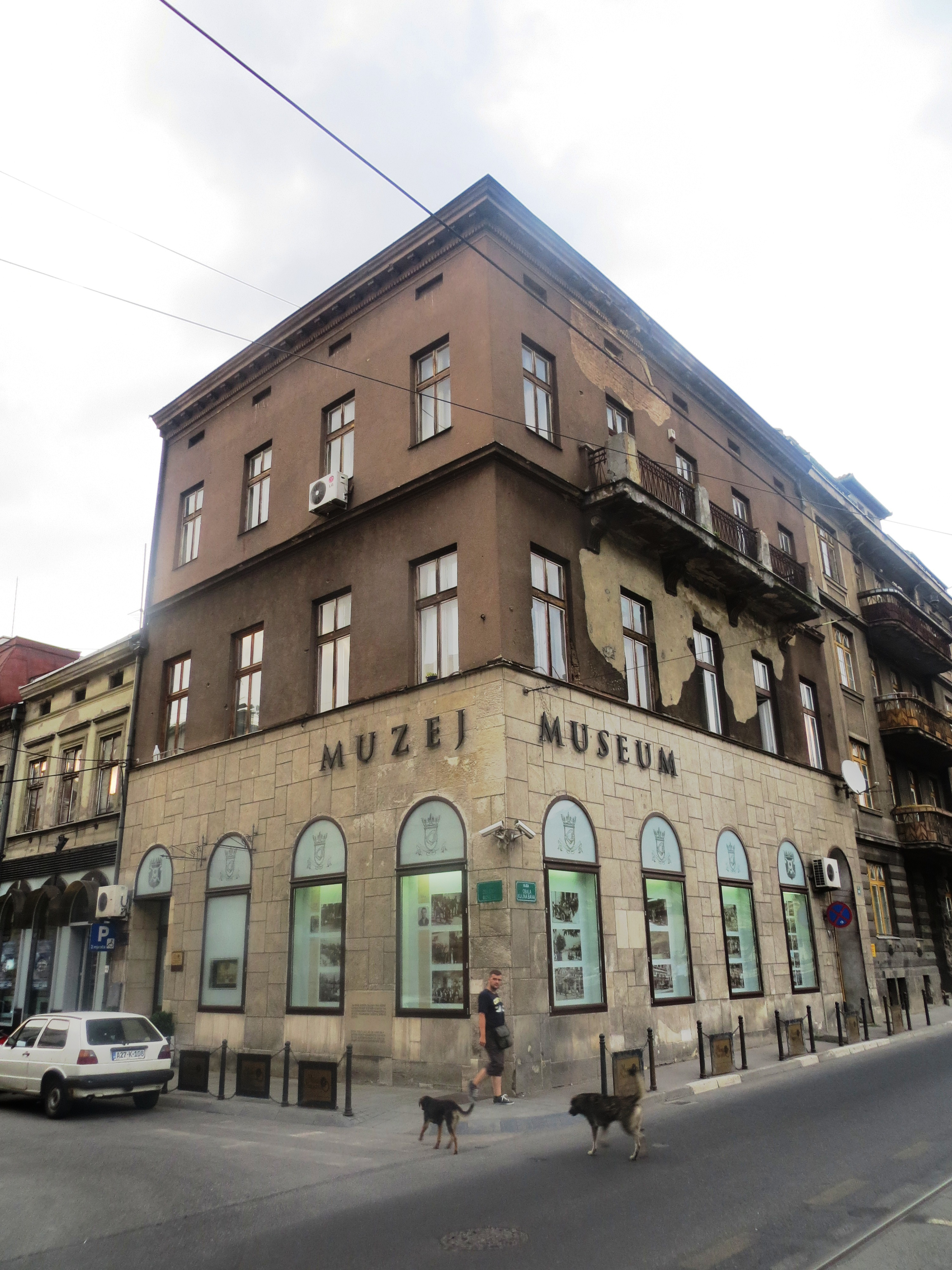
サラエボ事件の現場

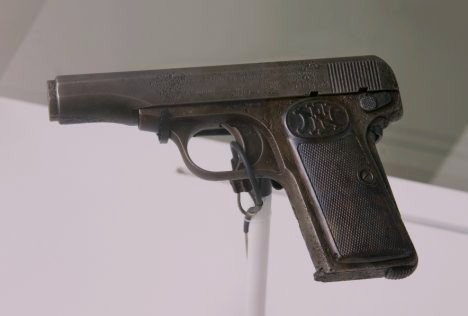
プリンツィプが使用したとされるM1910

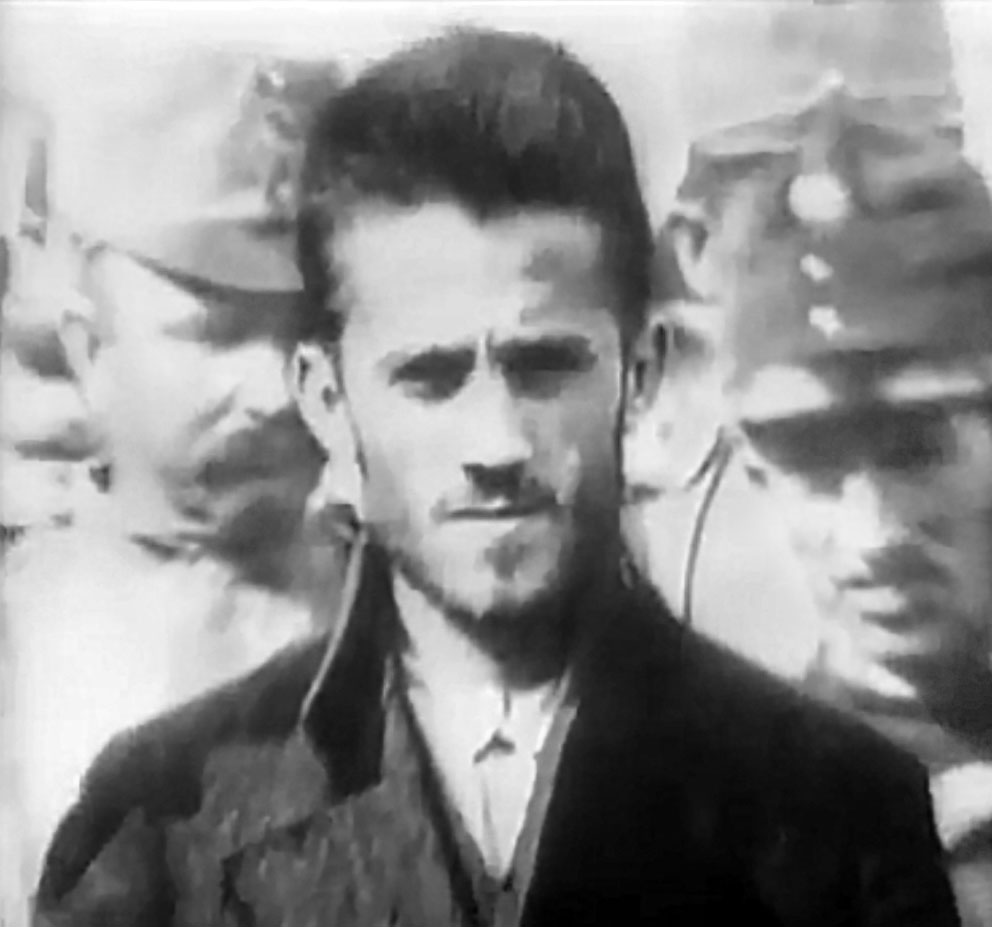
逮捕されたプリンツィプ

サラエヴォは共同統治国ボスニア・ヘルツェゴヴィナの首府であり、オーストリア帝国から派遣された総督が駐在していた。1914年6月に同地で軍事演習が行われることになり、オーストリア皇帝フランツ・ヨーゼフ1世の後継者でフランツ・フェルディナントが妃ゾフィー・ホテク（チェコ貴族出身）とともに視察のためサラエヴォを訪問した。
大セルビア主義を掲げてセルビア軍将校ドラグーティン・ディミトリエビッチにより組織化された黒手組（ツルナ・ルーカ）はフランツ・フェルディナントの暗殺を計画し、プリンツィプも計画に加わった。黒手組は1911年にフランツ・ヨーゼフ1世の暗殺を計画したが、失敗している。
1914年6月28日午前10時、フランツ・フェルディナント夫妻を乗せた列車がサラエヴォに到着した。フランツ・フェルディナント夫妻はセルビア駅から自動車に乗り込みサラエヴォに向かった。6台の車列の先頭にはサラエヴォ市長フェヒム・チュルツィヒと警察長官エドムント・ゲラーデが乗り込み、夫妻は2列目の車にボスニア・ヘルツェゴヴィナ総督オスカル・ポティオレクとフランツ・フォン・ハラッハ中佐と共に乗り込んでいた。また、市民と触れ合うために車の屋根は折り畳まれていた。
黒手組のメンバー7人はそれぞれ間隔をあけて街道に待機し、車列が目の前を通過する際に襲撃する算段となっていた。ムハメド・メフメドバシッチが最初に車列と接触するが、彼は行動を起こさずに静観した（後年「背後に警官が立っていたので行動できなかった」と述べている）。10時15分、中央警察署の前で待機していたネデリュコ・チャブリノヴィッチがフランツ・フェルディナント夫妻の乗った車に爆弾を投げ付けたが、爆発まで10秒のタイムラグが生じ、4台目の車が通過した際に爆発し、4台目の車に乗っていたエリック・フォン・メリッツィとアレクサンデル・フォン・ボース＝ヴァルデック伯爵と市民12人が負傷した。チャブリノヴィッチは服毒して川に飛び込んだが、毒は不良品で効果がなく、川も水深10センチメートルしかなかったため、すぐに引きずり出され逮捕された。爆発音を聞いた車列はスピードを上げて総督官邸に逃げ込み、プリンツィプら残り5人のメンバーは混乱する大勢の群衆に阻まれ暗殺を決行できなかった。
総督官邸に逃げ込んだフランツ・フェルディナントは、爆弾で負傷した市民を見舞うため病院に向かった。ポティオレクは市内中心部を避け迂回するルートを選んだが、運転手のレオポルト・ローチャにルートの変更を伝えるのを忘れてしまった。そのため、ローチャは道を間違えてフランツ・ヨーゼフ通りに入ってしまい、カフェで食事をしていたプリンツィプと遭遇した。車は方向転換を行うが、プリンツィプはFN ブローニングM1910を取り出し車に近付き、1.5メートルの距離から発砲した。プリンツィプは1発目をゾフィーの腹部に、2発目をフランツ・フェルディナントの首に向けて発砲し、車は総督官邸に逃げ込んだが、夫妻は午前11時前に死亡した。

### 死去

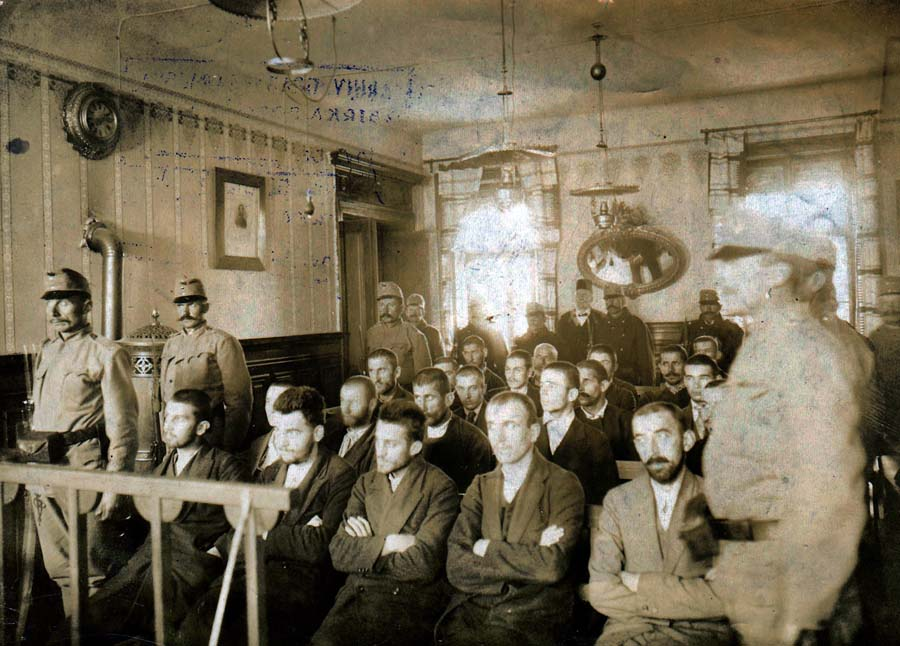
1914年12月5日の黒手組の裁判（最前列中央がプリンツィプ）

暗殺に成功したプリンツィプは青酸を飲んで自殺を図るが、チャブリノヴィッチのものと同様に不良品だったため効果がなく拳銃自殺を試みようとするが、発砲前に群衆に取り押さえられた。プリンツィプは裁判にかけられハプスブルク家の法に基づき死刑を求刑されるが、犯行時20歳に達していなかったため死刑を免れ懲役20年の刑を宣告された。プリンツィプはテレージエンシュタット要塞刑務所（現在のチェコ共和国テレジーン）に収監されるが、第一次世界大戦末期の劣悪な刑務所環境のため持病の結核が悪化し、サラエボ事件から3年10か月後の1918年4月28日に獄中で病死した。プリンツィプは獄中で結核性脊椎症の悪化のために右腕を切断しており、また、栄養失調も重なり死亡時には体重が40キログラムしかなかった。
死後、遺体は民族主義者の聖地になることを避けるためサンメルコ墓地に秘密裏に埋葬された。しかし、埋葬に立ち会ったチェコ人兵士によって1920年に「セルビア人の永遠の英雄」と書かれた記念碑が墓地に立てられている。

## 遺物・記念碑

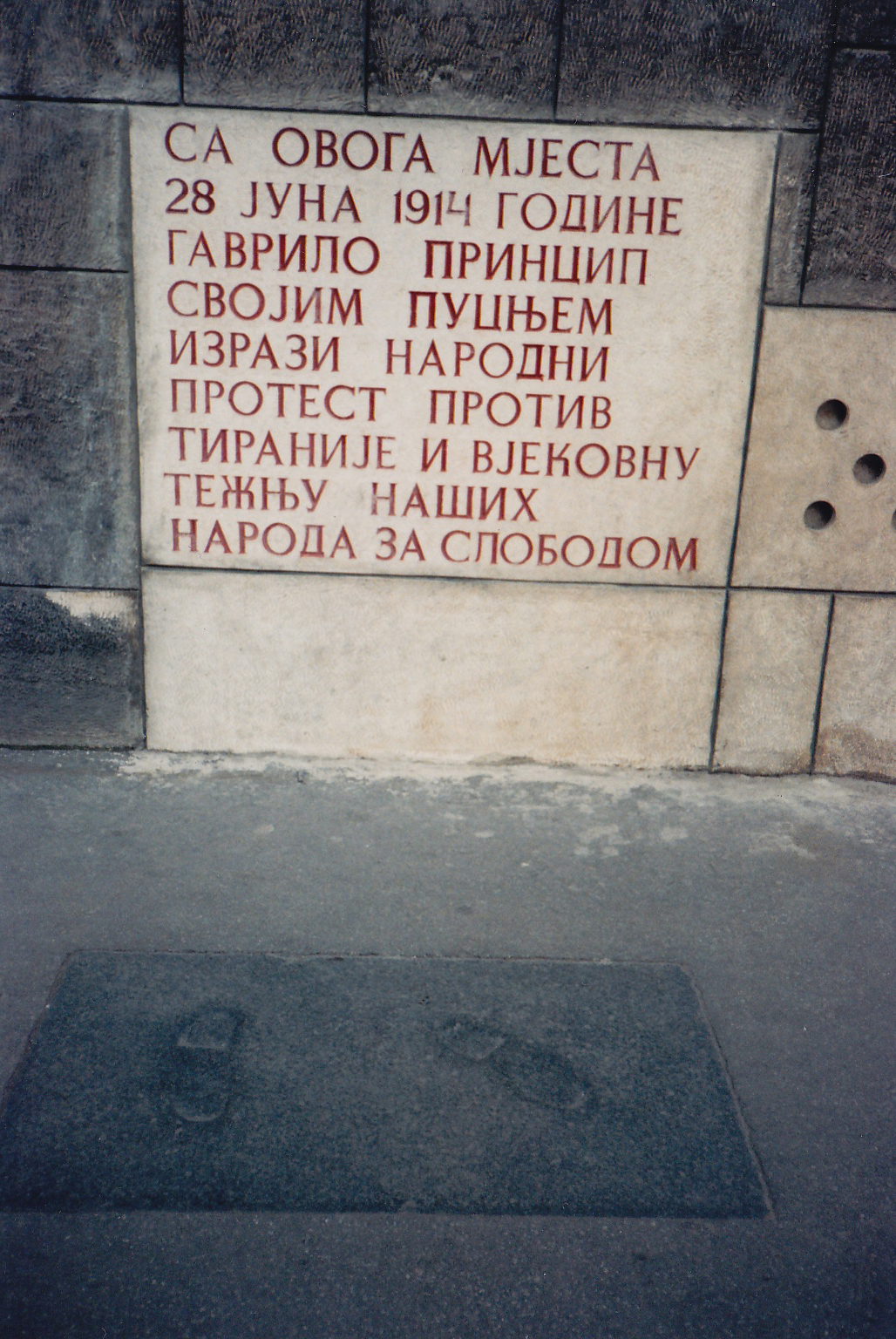
サラエヴォ市内にあったガヴリロ・プリンツィプの足形。ボスニア・ヘルツェゴビナ紛争で破壊され現存しない。

プリンツィプが使用した拳銃は押収され、フランツ・フェルディナントの血染めの軍服とともに大公の友人アントン・プンティガム司教に引き渡された。拳銃と軍服は長い間教会に保管されていたが、2004年にフランツ・フェルディナント夫妻が乗っていた車とともにウィーン軍事史博物館に貸与され、常設展示されている。また、フランツ・フェルディナントの首に命中した銃弾はチェコの博物館に保管されている。
生家は第一次世界大戦中に破壊されたが、戦後にユーゴスラビア王国が再建して博物館として開放された。しかし、1941年にユーゴスラビア王国はナチス・ドイツに占領され、生家はサラエヴォがクロアチア独立国の一部となった際に再び破壊された。その後、1944年にユーゴスラビア社会主義連邦共和国によって博物館として再建され、これとは別にサラエヴォ市内にもプリンツィプを記念した博物館が建てられた。しかし、1990年代のユーゴスラビア紛争の際に再び破壊され、以後は再建されていない。
豊田穣の著書によると「彼が立っていた位置には、彼の靴の跡が刻まれ、その近くの建物の壁には彼の顔のレリーフが彫ってあり、その建物の中には、プリンシポフ記念館がある」と書かれているが、靴の跡はボスニア・ヘルツェゴビナ紛争の際に破壊され、現在は記念碑だけがある。なお、この記念館のプレートは第二次世界大戦中に奪われてアドルフ・ヒトラーの誕生記念日の贈り物とされた。この簒奪は、ヒトラーにとっては、第一次世界大戦の敗北とドイツ帝国主義へのセルビア人の抵抗への報復の意味合いがあったという。

## 後世の評価

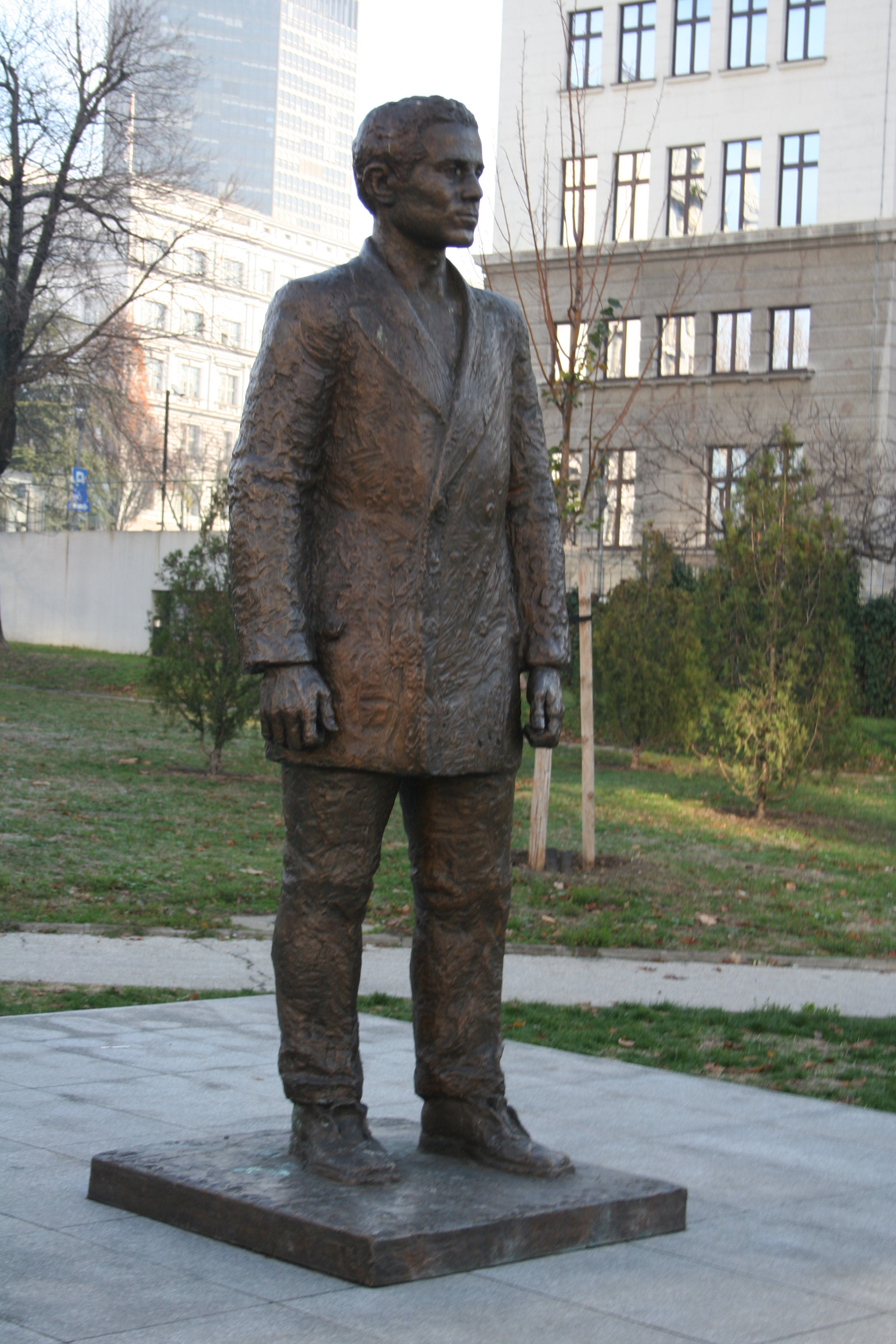
ベオグラードのプリンツィプ像

プリンツィプが理想の国家に掲げていたユーゴスラビアは実現するも、事件の結果がセルビア王国の滅亡と全世界を巻き込んだ戦乱につながったため、必ずしも肯定的な評価とはなっておらず、プリンツィプの評価は賛否が分かれる。ボスニア・ヘルツェゴビナでも、プリンツィプをテロリストと見なす意見と、英雄と見なす意見の両方が存在する。
2014年4月21日にエミール・クストリッツァとマティヤ・ベチコヴィッチがプリンツィプの銅像を建てることを発表した。サラエボ事件から100周年を迎える6月27日に除幕式が行われ、会場では拍手が巻き起こり、プリンツィプのTシャツを着た見物人などが銅像を一目見ようと集まった。
2015年6月28日にはベオグラードにプリンツィプの像が建てられた。この像はスルプスカ共和国大統領ミロラド・ドディクからセルビア大統領トミスラヴ・ニコリッチに贈呈されたものだった。ニコリッチは像を贈呈された際に「プリンツィプは英雄であり、ヨーロッパにまたがる暴君・殺人者による奴隷支配からの解放の象徴である」と声明を発表している。